# Хондаб (шагрестан)
Хондаб (перс. خنداب) — шагрестан в Ірані, в остані Марказі.

## Бахші
До складу шагрестану входять такі бахші:
- Каре-Чай
- Хондаб
- Центральний